# Sandra Carstensen
Sandra Carstensen, née le 2 octobre 1971 à Flensbourg, est une personnalité politique allemande. 

## Biographie
Sandra Carstensen naît le 2 octobre 1971 à Flensbourg. Membre de CDU/CSU, elle est élue au Bundestag en 2025.